# Băiceni (Todirești), Iași
Băiceni este un sat în comuna Todirești din județul Iași, Moldova, România.